# Sinularia sipalosa
Sinularia sipalosa is een zachte koraalsoort uit de familie Alcyoniidae. De koraalsoort komt uit het geslacht Sinularia. Sinularia sipalosa werd in 1981 voor het eerst wetenschappelijk beschreven door Long & Zheng & Zheng. 